# MTV Řecko
MTV Řecko je řecká verze kanálu MTV, která začala vysílat 1. září 2008.
MTV Řecko vysílá hlavně řeckou, britskou a americkou hudbu, pořady MTV, jako Date My Mom, Made, Nitro Circus, RoomRaiders, America's Most Smartest Model, a další které jsou otitulkované řeckými titulky, a také tři show, které si řecká MTV produkuje sama(Hitlist Hellas, MTV Pulse, MTV Take 20). V současné době vysílá terestriálně pouze v Atenách, a přes satelit pro zbytek Řecka a pro Kypr.. MTV Řecko má také lokální verzi, která se vysílá v Soluni a která se jmenuje MTV+
Zahajovací party MTV Řecko se konala v Panathinaiko Stadium v Aténách 5. října 2008, které se zúčastnily R.E.M., Kaiser Chiefs, Gabriella Cilmi, a C:Real. Koncert byl také živě vysílán v Itálii na MTV Itálie, a ve Francii (MTV Francie), Portugalsku (MTV Portugalsko) a Španělsku (MTV Španělsko).